# Llista de monuments del Gard

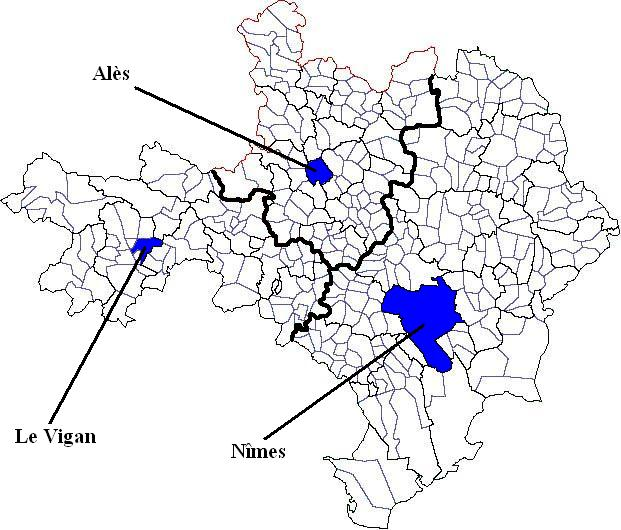
Els tres districtes del Gard

Llista de monuments del Gard (Llenguadoc-Rosselló) registrats com a monuments històrics, bé catalogats d'interès nacional (classé) o bé inventariats d'interès regional (inscrit).
A data 31 de desembre de 2009, el departament del Gard tenia 495 monuments històrics, dels quals 130 són catalogats i 365 inventariats.
La llista es divideix per districtes, a més dels municipis més destacats:
- Llista de monuments del districte d'Alès
- Llista de monuments del districte de Nimes
  - Llista de monuments de Bellcaire
  - Llista de monuments de Nimes
  - Llista de monuments d'Usès
- Llista de monuments del districte de Lo Vigan